# تلوث الهواء في ماليزيا

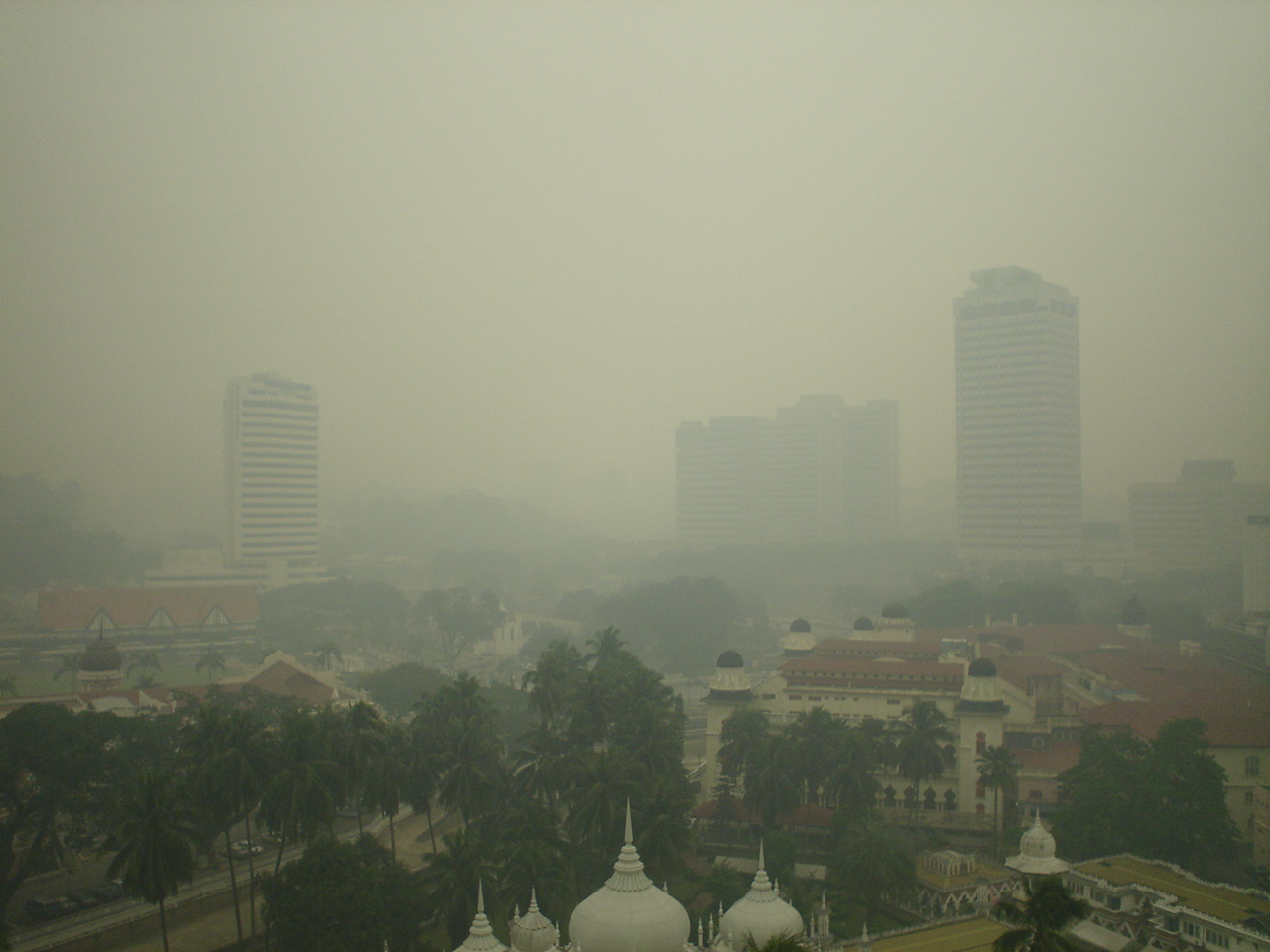
الضباب في كوالالمبور عام 2005.

بلغ تلوث الهواء مستوى خطيرا في العديد من البلدان في منطقة جنوب شرق آسيا، وكانت ماليزيا واحدة من أكثر الدول تضرراً. وكان الضباب مشكلة رئيسية للبلاد حيث غطى البلاد مما تسبب في تدني جودة الهواء، وأرجعت السلطات الماليزية سبب تلوث الهواء إلى عمليات القطع والحرق التي قام بها المزارعون جنوب شرق آسيا في غياب عامل الرياح.
وكانت قد أعلنت حالة حالة الطوارئ في عام 2005 في ميناء كلانج حيث تجاوز مؤشر تلوث الهواء (API) 500.  وعملت ماليزيا مع السلطات الإندونيسية للمساعدة في الحد من حرائق الخث.  وقعت ماليزيا وإندونيسيا، جنبًا إلى جنب مع أعضاء آخرين في مجتمع الآسيان، اتفاقية الآسيان بشأن التلوث بالضباب العابر للحدود في عام 2002 نتيجة للضباب في عام 1997. 

## مؤشر تلوث الهواء
تم الإبلاغ عن جودة الهواء في ماليزيا كمؤشر تلوث الهواء (API). كما تم الإفصاح عن أربعة من مكونات الملوثات الخاصة بالمؤشر (أي أول أكسيد الكربون والأوزون وثاني أكسيد النيتروجين وثاني أكسيد الكبريت) في جزء من المليون في الحجم ولكن تم الإبلاغ عن الجسيمات PM 10 بوحدة ميكروغرام / م 3.
يوضح هذا المقياس أدناه التصنيفات الصحية المستخدمة من قبل الحكومة الماليزية.
- 0-50 جيد
- 51-100 متوسط
- 101-200 غير صحي
- 201-300 غير صحية للغاية
- 301- منارة

إذا تجاوزت واجهة برمجة التطبيقات 500، فسيتم إعلان حالة الطوارئ في منطقة الإبلاغ. عادة، هذا يعني أن الخدمات الحكومية غير الأساسية يتم تعليقها، وإغلاق جميع المنافذ في المنطقة المتضررة. قد يكون هناك أيضًا حظر على الأنشطة التجارية والصناعية للقطاع الخاص في منطقة الإبلاغ باستثناء قطاع الأغذية.

## 2005 ضباب ماليزي
كان الضباب الماليزي لعام 2005 عبارة عن ضباب خانق يشبه الضباب الدخاني غطى سماء ماليزيا بالكامل وكاد أن يتسبب في توقف الجزء الأوسط من شبه جزيرة ماليزيا. كان الضباب في أسوأ حالاته في 11 أغسطس 2005، تماما كما كان في أزمة الضباب السابقة التي ضربت ماليزيا في سبتمبر 1997.

## ضباب جنوب شرق آسيا عام 2015
نتج ضباب جنوب شرق آسيا عام 2015 عن الحرق الجماعي غير القانوني في إندونيسيا، وأسفر ضباب شديد في ماليزيا وسنغافورة وأجزاء من تايلاند استمر أكثر من شهر - مما أدى إلى إغلاق المدارس وتعطيل السفر الجوي.  يعتبر الضباب من بين الأسوأ في التاريخ وفقًا لعالم ناسا.  قدر باحثون من جامعتي هارفارد وكولومبيا في الولايات المتحدة أن 6500 شخص ماتوا قبل الأوان بسبب الحادث.  لكن في وقت لاحق، تم دحض هذا الادعاء من قبل السلطات الصحية في إندونيسيا وسنغافورة وماليزيا. 

## روابط خارجية
- في قسم البيئة